# L'Hermenault
L'Hermenault és un municipi francès situat al departament de Vendée i a la regió de País del Loira. L'any 2007 tenia 851 habitants.

## Demografia

### Població
El 2007 la població de fet de L'Hermenault era de 851 persones. Hi havia 352 famílies de les quals 132 eren unipersonals (60 homes vivint sols i 72 dones vivint soles), 104 parelles sense fills, 88 parelles amb fills i 28 famílies monoparentals amb fills.
La població ha evolucionat segons el següent gràfic:
Habitants censats

### Habitatges
El 2007 hi havia 428 habitatges, 354 eren l'habitatge principal de la família, 41 eren segones residències i 33 estaven desocupats. 392 eren cases i 34 eren apartaments. Dels 354 habitatges principals, 244 estaven ocupats pels seus propietaris, 99 estaven llogats i ocupats pels llogaters i 11 estaven cedits a títol gratuït; 7 tenien una cambra, 17 en tenien dues, 39 en tenien tres, 100 en tenien quatre i 191 en tenien cinc o més. 285 habitatges disposaven pel capbaix d'una plaça de pàrquing. A 178 habitatges hi havia un automòbil i a 143 n'hi havia dos o més.

### Piràmide de població
La piràmide de població per edats i sexe el 2009 era:
| Homes | Edats   | Dones |
| ----- | ------- | ----- |
| 0     | 95 o +  | 4     |
| 0     | 90 a 94 | 24    |
| 28    | 85 a 89 | 16    |
| 4     | 80 a 84 | 8     |
| 28    | 75 a 79 | 20    |
| 20    | 70 a 74 | 24    |
| 44    | 65 a 69 | 36    |
| 16    | 60 a 64 | 32    |
| 24    | 55 a 59 | 36    |
| 28    | 50 a 54 | 28    |
| 36    | 45 a 49 | 36    |
| 24    | 40 a 44 | 20    |
| 16    | 35 a 39 | 28    |
| 20    | 30 a 34 | 8     |
| 8     | 25 a 29 | 12    |
| 16    | 20 a 24 | 24    |
| 16    | 15 a 19 | 24    |
| 28    | 10 a 14 | 24    |
| 16    | 5 a 9   | 16    |
| 8     | 0 a 4   | 20    |

## Economia
El 2007 la població en edat de treballar era de 440 persones, 320 eren actives i 120 eren inactives. De les 320 persones actives 305 estaven ocupades (166 homes i 139 dones) i 15 estaven aturades (4 homes i 11 dones). De les 120 persones inactives 58 estaven jubilades, 33 estaven estudiant i 29 estaven classificades com a «altres inactius».

### Ingressos
El 2009 a L'Hermenault hi havia 345 unitats fiscals que integraven 773,5 persones, la mediana anual d'ingressos fiscals per persona era de 15.761 €.

### Activitats econòmiques
Dels 43 establiments que hi havia el 2007, 2 eren d'empreses extractives, 2 d'empreses alimentàries, 1 d'una empresa de fabricació d'altres productes industrials, 7 d'empreses de construcció, 8 d'empreses de comerç i reparació d'automòbils, 3 d'empreses de transport, 2 d'empreses d'hostatgeria i restauració, 4 d'empreses financeres, 4 d'empreses de serveis, 6 d'entitats de l'administració pública i 4 d'empreses classificades com a «altres activitats de serveis».
Dels 15 establiments de servei als particulars que hi havia el 2009, 1 era una gendarmeria, 1 oficina de correu, 3 oficines bancàries, 1 funerària, 1 taller de reparació d'automòbils i de material agrícola, 1 paleta, 1 fusteria, 2 lampisteries, 2 electricistes i 2 perruqueries.
Dels 4 establiments comercials que hi havia el 2009, 1 era una botiga de més de 120 m², 2 fleques i 1 una sabateria.
L'any 2000 a L'Hermenault hi havia 15 explotacions agrícoles que ocupaven un total de 385 hectàrees.

## Equipaments sanitaris i escolars
L'únic equipament sanitari que hi havia el 2009 era una farmàcia.
El 2009 hi havia 1 escola elemental i 1 escola elemental integrada dins d'un grup escolar amb les comunes properes formant una escola dispersa.

## Poblacions més properes
El següent diagrama mostra les poblacions més properes.